# Gjende
Gjende (of Gjendin) is een meer in de bergen van Jotunheimen in de provincie Oppland in Noorwegen in het nationaal park Jotunheimen.
Het meer is circa 18 kilometer lang en 1,5 kilometer breed. Dichtbij zijn de rivieren Muru en Sjoa.
Gjende ligt in het midden van het nationaal park Jotunheimen. Ten noorden en ten zuiden van het meer liggen bergen hoger dan 2.000  meter boven zeeniveau. Er zijn diverse wandelingen en hutten van de Den Norske Turistforening (DNT). In het westen ligt Gjendebu, in het noorden ligt Memurubu en in het oosten ligt Gjendesheim. In de zomer varen er boten tussen deze bestemmingen.
De bekende jager Jo Gjende is genoemd naar het meer. Ten zuiden liggen de meren Bygdin en Vinstri.

## Galerij

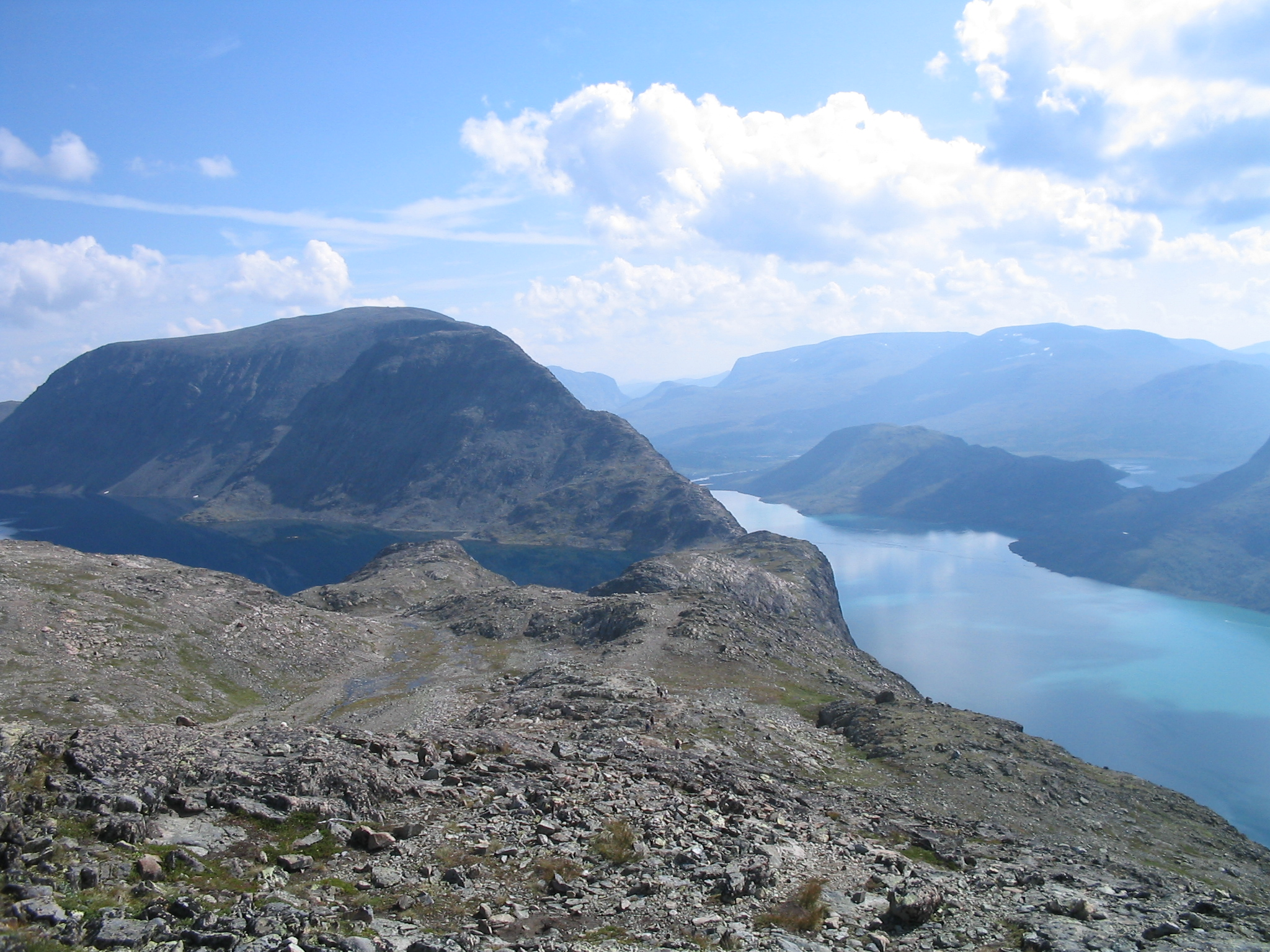
Besseggen gezien vanaf het oosten met het Gjendemeer en Bessvatnet
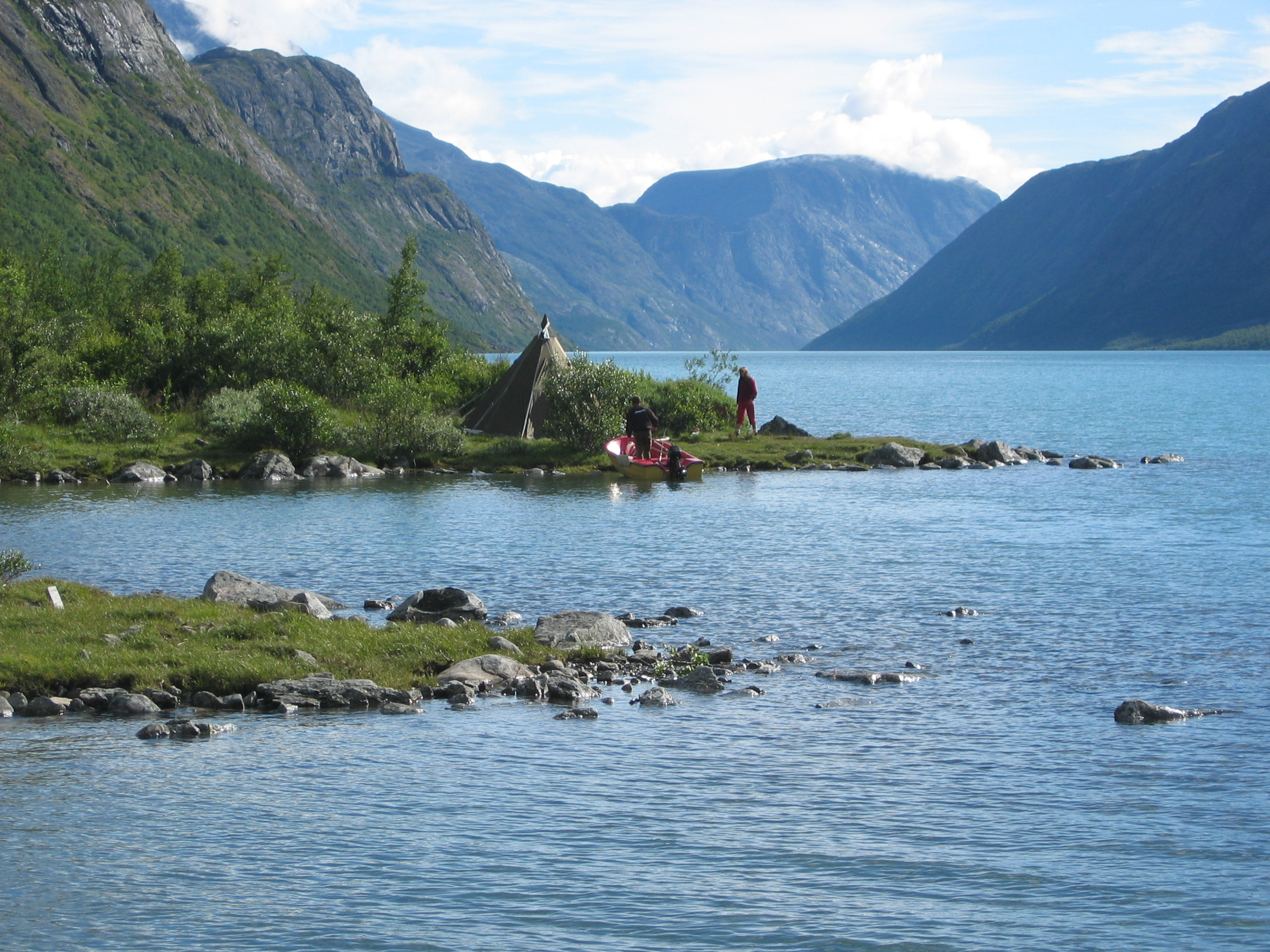
Camping aan het Gjendemeer

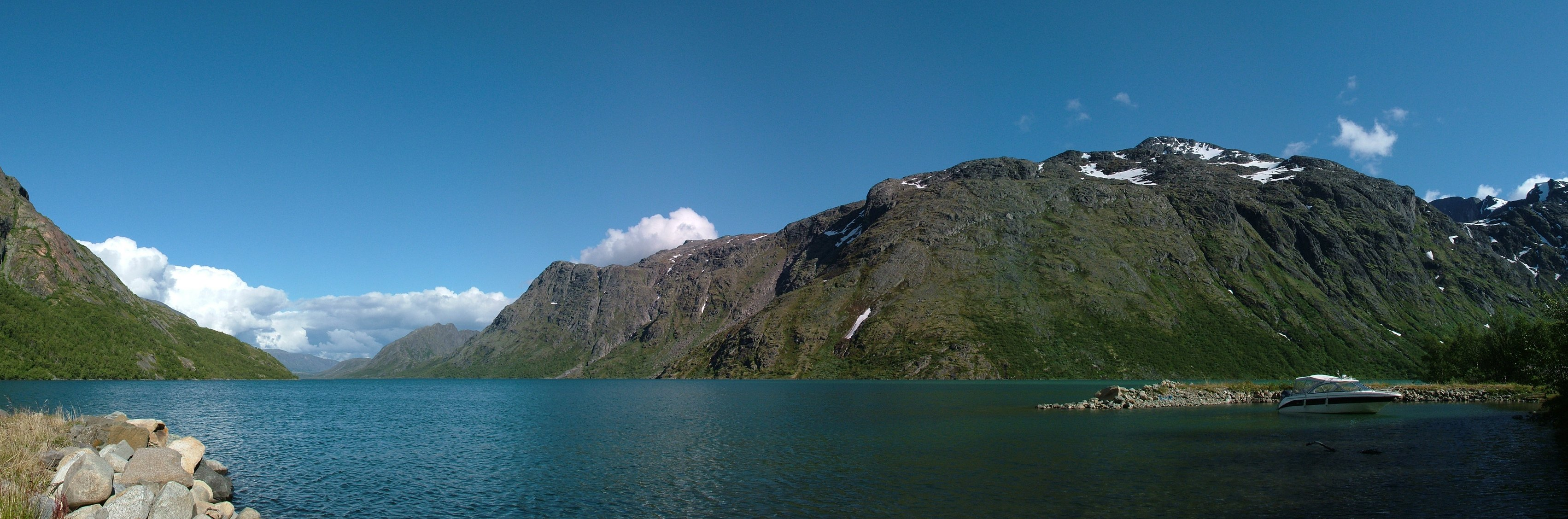
Panoramisch zicht over het Gjendemeer bij Memurubu
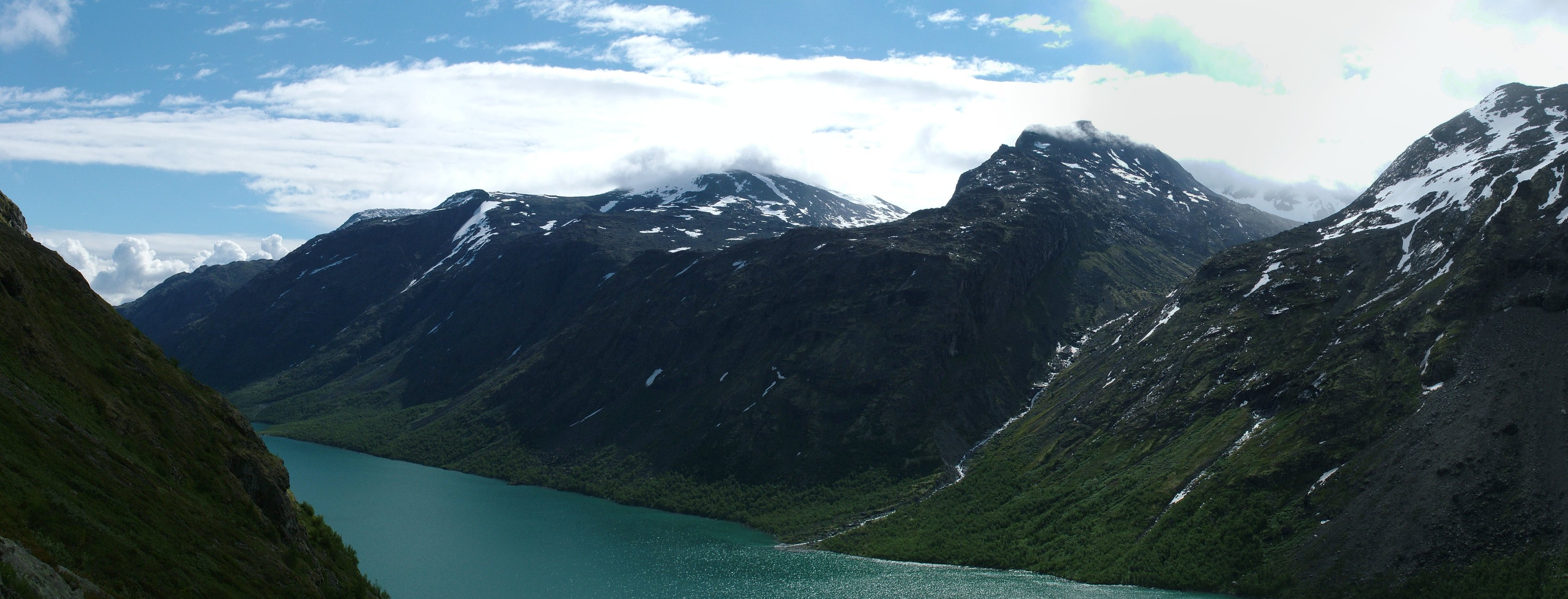
Panoramisch zicht op het Gjendemeer bij Gjendesheim